# 小行星5260
小行星5260（英語：5260 Philveron）是一颗围绕太阳公转的小行星。1989年9月2日，艾瑞克·怀特·埃尔斯特在上普罗旺斯发现了此天体。
这颗小行星的绝对星等为304.7788193303321等。